# Maisie Richardson-Sellers
Maise Richardson-Sellers (2 de marzo de 1992) es una actriz británica. Es conocida por interpretar en las series de The CW a Eva Sinclair/Rebekah Mikaelson en The Originals y a Amaya Jiwe/Vixen y Charlie/Clotho en la serie del Arrowverso, DC's Legends of Tomorrow.

## Biografía
Richardson-Sellers es hija de actores de teatro, siempre estuvo cerca del teatro y comenzó a actuar desde edad temprana. En 2013, se graduó de la Universidad de Oxford en Arqueología y Antropología en la que participó y dirigió varias obras como: Mephisto, Chatroom y There Will Be Red.

### Carrera
Después de graduarse de la universidad, Richardson-Sellers comenzó a audicionar y audicionó su primer papel en la secuela de Star Wars Star Wars: Episodio VII - El despertar de la Fuerza. Después de terminar el rodaje de dicha película, Richardson-Sellers fue elegida para interpretar a Rebekah Mikaelson en la serie de The CW The Originals.
En marzo de 2015, se dio a conocer que Richardson-Sellers fue contratada para dar vida a Michal en el drama de la ABC Of Kings and Prophets, escrito por Adam Cooper y Bill Collage.
Otros de sus créditos incluyen los cortometrajes Music Wherever She Goes, Americano and Rum, The Five Year Cycle y la película Magpie.
El 23 de junio de 2016, se reveló que fue elegida para interpretar a Amaya Jiwe/Vixen como parte del elenco principal de la segunda temporada de Legends of Tomorrow. En 2020 ella abandonó la serie tras el final de la quinta temporada.
En 2019 se anunció que Richardson-Sellers se uniria al elenco de la película de Netflix The Kissing Booth 2, interpretando a Chloe.

## Filmografía
| Cine       | Cine                                                | Cine                             | Cine                                     |
| Año        | Película                                            | Rol                              | Notas                                    |
| ---------- | --------------------------------------------------- | -------------------------------- | ---------------------------------------- |
| 2012       | Our First World                                     |                                  | Cortometraje                             |
| 2013       | Americano and Rum                                   | Ellie                            | Cortometraje                             |
| 2015       | Star Wars: Episodio VII - El despertar de la Fuerza | Korr Sella                       | Cameo                                    |
| 2018       | Melody                                              | Melody                           | Cortometraje                             |
| 2020       | The Kissing Booth 2                                 | Chloe Winthrop                   | Personaje Secundario                     |
| 2021       | The Kissing Booth 3                                 | Chloe Winthrop                   | Personaje Secundario                     |
| Televisión |                                                     |                                  |                                          |
| Año        | Título                                              | Rol                              | Notas                                    |
| 2014-2017  | The Originals                                       | Eva Sinclair / Rebekah Mikaelson | Recurrente (Temporada2 -4; 15 episodios) |
| 2016       | Of Kings and Prophets                               | Michal                           | Protagonista, 9 episodios                |
| 2016-2020  | DC's Legends of Tomorrow                            | Amaya Jiwe / Vixen               | Principal (Temporada 2-3; 35 episodios)  |
| 2016-2020  | DC's Legends of Tomorrow                            | Charlie / Clotho                 | Principal (Temporada 4-5; 27 episodios)  |
| 2020       | Chateando con Annie y Jayden                        | Ella misma                       | Episodio: "Would You Rather Kiss"        |
| 2025       | Nueve perfectos desconocidos                        | Wolfie                           | Personaje Secundario                     |

### Directora
| Año       | Producción               | Notas                                                                                         |
| --------- | ------------------------ | --------------------------------------------------------------------------------------------- |
| 2021-2022 | DC's Legends of Tomorrow | "There Will Be Brood" (Temporada 6, episodio 14) "The Fixed Point" (Temporada 7, episodio 10) |
| 2021      | Sunday's Child           | Corto                                                                                         |